# Батенчук, Евгений Никанорович
Евге́ний Никано́рович Батенчу́к (1914—1999) — организатор строительного производства, советский административно-хозяйственный деятель. Герой Социалистического труда (1981).

## Биография
Родился 28 февраля 1914 года в городе Балта (нынче Одесская область Украины) в рабочей семье. Украинец.
В 1925 году семья переехала в Одессу, где служил отец, ставший в Гражданскую войну красным командиром.
Здесь Евгений окончил школу-семилетку и пошёл работать слесарем. В 1931 году вступил в комсомол. Дважды в качестве уполномоченного выезжал в сельскохозяйственные районы. В 1932 году был избран членом одного из райкомов комсомола Одессы.
В восемнадцать лет был назначен директором Одесского завода имени второй пятилетки, выпускавшего поршневые кольца для американских тракторов «Фордзон», на которых держалось тогда сельское хозяйство. К тому времени Батенчук уже имел двухлетний стаж работы слесарем и считался квалифицированным специалистом. В результате его недолгого директорства завод преодолел отставание и довёл выпуск колец до 120 тысяч в месяц. Затем семья переехала в Донбасс, в город Рубежное. Здесь Евгений продолжил учёбу: окончил вначале рабфак, а потом — Рубежанский химико-технологический институт. Получил диплом инженера-механика. В 1939 году образовал свою семью, женившись на Людмиле Васильевне. Перед началом войны преподавал в Одесском инженерно-строительном институте.
Член КПСС. Делегат XXII (1966), XXIV (1971), XXVI (1981) и XXVII (1986) съездов партии, а также XIX Всесоюзной партийной конференции КПСС (1988). Депутат ВС Якутской АССР в 1959—1971 годах, ВС ТАССР в 1971—1990 годах.

### Годы войны
19 августа 1940 года Рубежанским РВК Ворошиловградской области был призван в Красную Армию. Служил в 328-м стрелковом полку 48-й стрелковой дивизии, расквартированном в Риге. Весной 1941 года его часть перевели в пограничную зону на реке Неман. Участник Великой Отечественной войны с первого дня. В июле 1941 года 48-я стрелковая дивизия попала в окружение в районе эстонского города Муствеэ и была разгромлена. Красноармеец Батенчук попал в плен. Находясь в плену, принял участие в создании подпольной организации «Комитет самозащиты», главной целью которой было препятствовать вступлению военнопленных в армию генерала Власова. Выпускал газету, подписанную номером его партбилета. После войны всё это подтвердилось, его восстановили в партии с сохранением партийного стажа. В 1965 году награждён орденом Красной Звезды.

### Производственная деятельность
В послевоенные годы освоил новую профессию — строителя-гидротехника. Оставался ей верен до последних дней. На первом объекте — строительстве Краснополянской ГЭС — многому учился сам и обучал других, работал механиком, заведующим механической мастерской, главным механиком управления строительства «Сочигэсстрой». В 1955 году, уже как опытный инженер-строитель, Батенчук был приглашен на строительство Иркутской ГЭС. Будучи заместителем главного инженера, стал крупным специалистом по механизации гидротехнического строительства.
Летом 1958 года в ЦК КПСС Е. Н. Батенчуку предложили возглавить в Якутии строительство алмазодобывающего комплекса и Вилюйской ГЭС — строительное управление «Вилюйгэсстрой». Стройка была уникальной и по масштабам, и по географии. Во всём мире не было опыта строительства гидроэлектростанции на вечной мерзлоте и надо было первыми начинать величайшую стройку в суровых условиях Севера. Через восемь лет с начала строительства был пущен в эксплуатацию первый гидроагрегат ГЭС, а через три года, в 1970, была введена в действие первая очередь Вилюйской ГЭС. Успешное завершение строительства гидроэлектростанции позволило обеспечить энергоснабжение алмазодобывающей промышленности и электрификацию Западной Якутии. По причине его нахождения в плену, звания Героя Социалистического труда СССР получит позднее, — за работу на строительстве объектов Камского автомобильного завода.
В феврале 1971 года Е. Н. Батенчук был назначен начальником «Камгэсэнергострой» — организации, осуществляющей строительство промышленных объектов Камского автомобильного завода («КАМАЗ»), объектов жилья и инфраструктуры нового современного города Набережные Челны на реке Кама. Здесь он проработал четверть века — с 1971 по 1996 годы.
После выхода на пенсию жил и работал в городе Набережные Челны. Скончался 30 мая 1999 года. Похоронен в Набережных Челнах, на кладбище, возле остановки «Студенческая» в посёлке ГЭС.

## Память

Памятник Е. Н. Батенчуку в Набережных Челнах

- Имя Е. Н. Батенчука увековечено в названии каскада Вилюйских ГЭС, там же установлен мемориальный знак.
- В городе Мирный на доме, где он жил, и на здании «Вилюйгэсстрой» установлены мемориальные доски, в поселке Чернышевский — бюст[1], в городе Ленске — памятник.
- В Набережных Челнах именем Батенчука названы площадь (1999), улица (2004), в 2002 году был открыт памятник[2] заслуженному строителю, а в 2005 году на доме где он жил установлена мемориальная доска.
- В Набережных Челнах есть Набережночелнинский экономико-строительный колледж имени Е. Н. Батенчука[3].
- Имя «Евгений Батенчук» носит ювелирный алмаз весом 64,47 карата.
- Батенчук Е. Н. посвящены несколько документальных и художественных произведений:
  - роман Ф. К. Видрашку «Набережная надежды» (1984),
  - повести Ф. Таурина «Ангара» (Иркутск, 1952), Ю. Д. Полухина «Ломаная прямая» (Москва, 1962), «Люди для людей» (Москва, 1963), «Переулок Грановского, 1» (Москва, 1964), «На всю оставшуюся жизнь» (Москва, 1965), «Заколдованные берега» (Москва, 1976), «До конца жизни» (1985),
  - пьеса А. Арбузова «Иркутская история» (1959).
- В советском художественном фильме «Дорога»(1975 г.), посвященный строительству Камского автомобильного завода и города Набережные Челны, прообразом руководителя стройки «Батина И. Ф.» является Е. Н. Батенчук.[источник не указан 3905 дней]
- Сам он является автором более 10 книг и коллективных сборников, 60 печатных трудов, трёх изобретений.
- В 2009 году отмечалось 95-летие со дня рождения Батенчука Е. Н.[4]

## Награды и звания
- Указом Президиума Верховного Совета СССР от 14 сентября 1981 года Батенчуку Евгению Никаноровичу было присвоено звание Героя Социалистического Труда с вручением ордена Ленина (№ 458358) и Золотой медали «Серп и молот» (19953).
- два ордена Ленина (12.03.1971; 15.04.1977),
- орден Октябрьской Революции (29.03.1974),
- орден Трудового Красного Знамени (09.08.1958),
- орден Отечественной войны 2-й степени (11.03.1985),
- орден Красной Звезды (06.05.1965),
- Золотая медаль ВДНХ СССР (22.10.1966),
- Серебряная медаль ВДНХ СССР (21.03.1969),
- медалями.
- Заслуженный энергетик СССР.
- Заслуженный строитель РСФСР.
- Заслуженный строитель Татарской АССР.
- Заслуженный строитель Якутской АССР.
- Почетный гражданин городов Мирный (Якутия) и Набережные Челны (Татарстан).